# Pereirabolbus castaneum
Pereirabolbus castaneum är en skalbaggsart som beskrevs av Johann Christoph Friedrich Klug 1843. Pereirabolbus castaneum ingår i släktet Pereirabolbus och familjen Bolboceratidae. Inga underarter finns listade i Catalogue of Life.